# Velles (Indre)
Pour l’article homonyme, voir Velles.
Ne doit pas être confondu avec Velles (Haute-Marne).
Velles est une commune française située dans le département de l'Indre, en région Centre-Val de Loire.

## Géographie

### Localisation
La commune est située dans le centre du département, dans la région naturelle de la Brenne.
Les communes limitrophes sont : Arthon (4 km), Mosnay (8 km), Luant (8 km), Tendu (8 km), Bouesse (9 km), Le Poinçonnet (10 km) et Saint-Maur (13 km).
Les communes chefs-lieux et préfectorales sont : Châteauroux (14 km), Argenton-sur-Creuse (15 km), Ardentes (15 km), La Châtre (29 km), Issoudun (39 km) et Le Blanc (45 km).

### Hameaux et lieux-dits
Les hameaux et lieux-dits de la commune sont : les Gabettes, les Maisons Neuves, le Petit Plessis, Lothiers et Vauzelles.

### Géologie et hydrographie
La commune est classée en zone de sismicité 2, correspondant à une sismicité faible.
Le territoire communal est arrosé par la rivière Bouzanne. On y trouve également quelques étangs importants comme l'étang de Madagascar, l'étang l'Ajonc et l'étang de la Bataillerie.

### Climat
Pour des articles plus généraux, voir Climat du Centre-Val de Loire et Climat de l'Indre.
En 2010, le climat de la commune est de type climat océanique dégradé des plaines du Centre et du Nord, selon une étude du CNRS s'appuyant sur une série de données couvrant la période 1971-2000. En 2020, Météo-France publie une typologie des climats de la France métropolitaine dans laquelle la commune est exposée à un climat océanique altéré et est dans une zone de transition entre les régions climatiques « Centre et contreforts nord du Massif Central » et « Ouest et nord-ouest du Massif Central ».
Pour la période 1971-2000, la température annuelle moyenne est de 11,6 °C, avec une amplitude thermique annuelle de 15,5 °C. Le cumul annuel moyen de précipitations est de 765 mm, avec 11,3 jours de précipitations en janvier et 7 jours en juillet. Pour la période 1991-2020, la température moyenne annuelle observée sur la station météorologique de Météo-France la plus proche, « Jeu-les-Bois-Auto », sur la commune de Jeu-les-Bois à 11 km à vol d'oiseau, est de 12,0 °C et le cumul annuel moyen de précipitations est de 746,6 mm,. Pour l'avenir, les paramètres climatiques de la commune estimés pour 2050 selon différents scénarios d'émission de gaz à effet de serre sont consultables sur un site dédié publié par Météo-France en novembre 2022.

### Voies de communication et transports
L'autoroute A20 (L’Occitane) passe par le territoire communal, ainsi que les routes départementales : 14, 21, 40, 40B, 45G et 115.
Les gares ferroviaires les plus proches sont les gares de Châteauroux (15 km) et Argenton-sur-Creuse (17 km).
Velles est desservie par les lignes I et N du Réseau de mobilité interurbaine.
L'aéroport le plus proche est l'aéroport de Châteauroux-Centre, à 21 km.

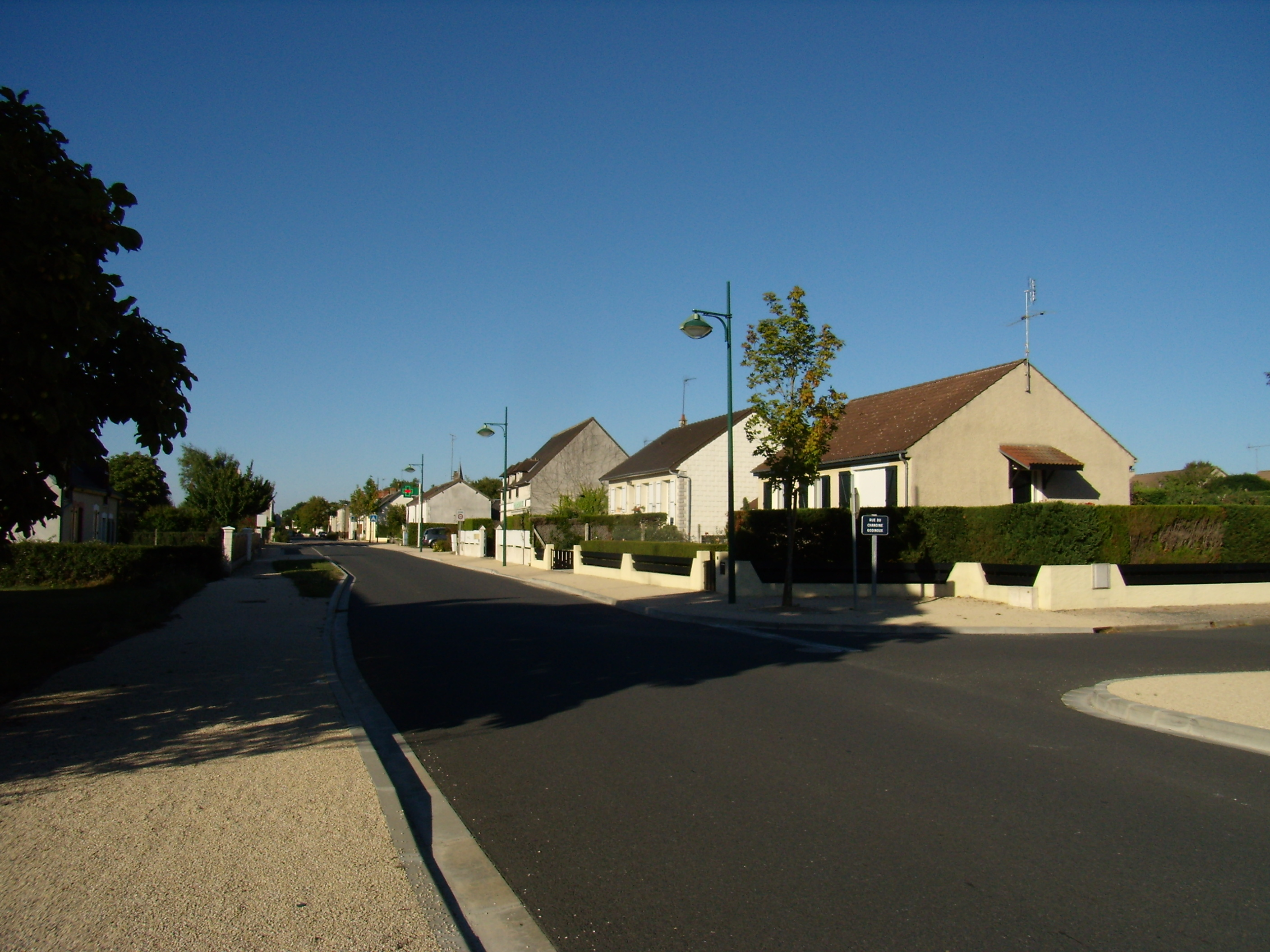
La route de Mosnay en 2010.
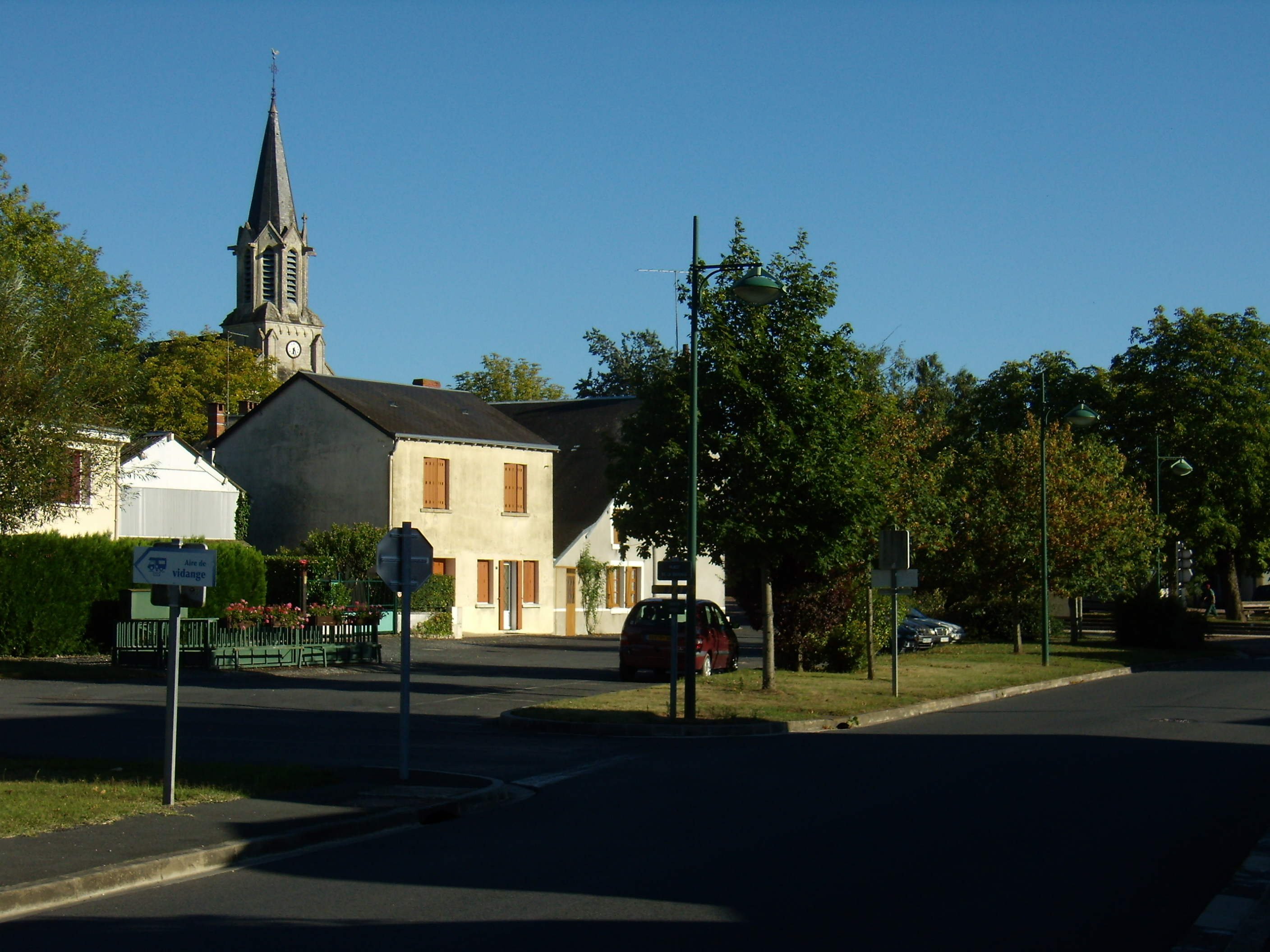
La place de la Bascule en 2010.
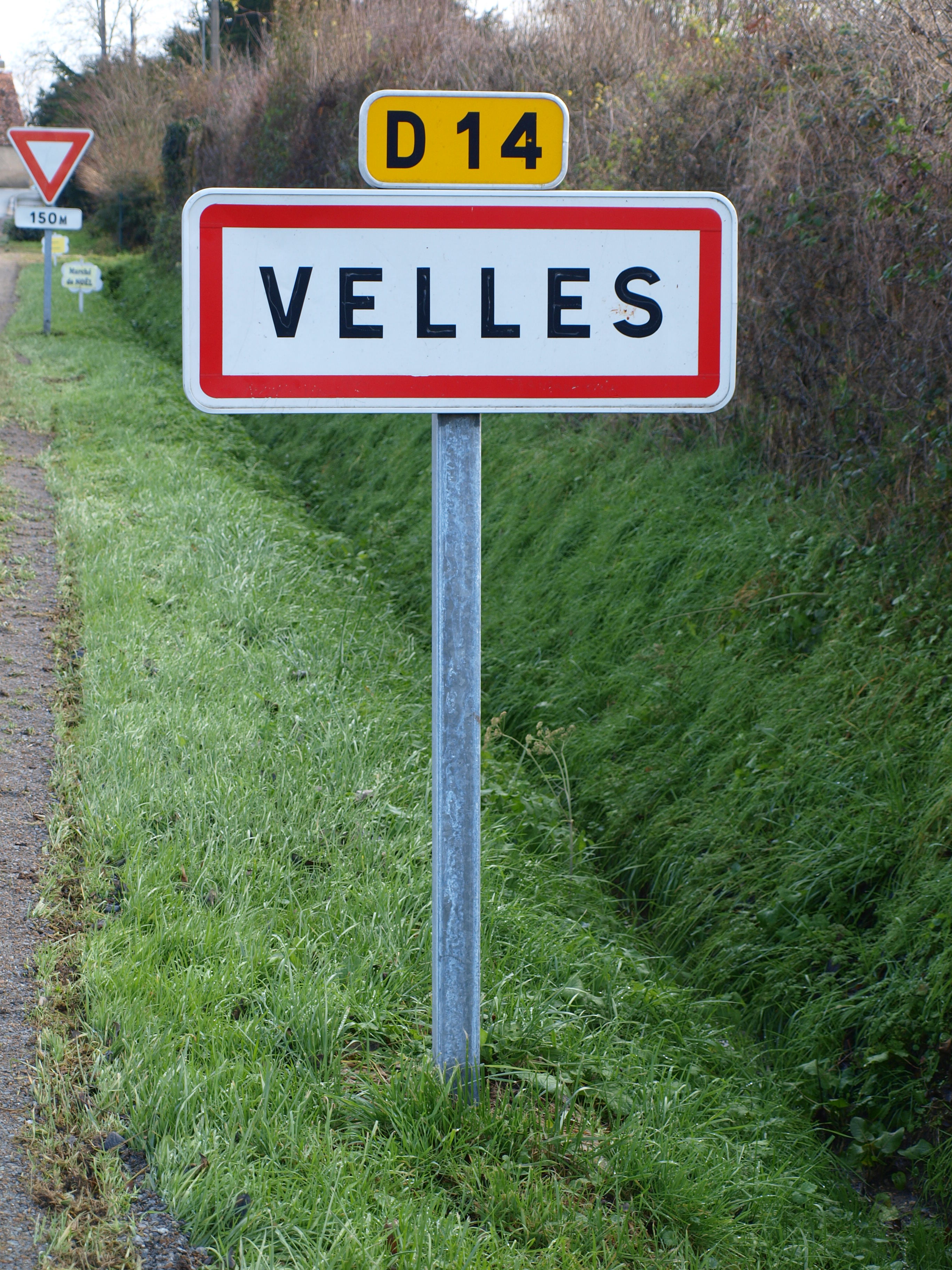
Le panneau d'entrée d’agglomération en 2013.

## Urbanisme

### Typologie
Au 1er janvier 2024, Velles est catégorisée commune rurale à habitat dispersé, selon la nouvelle grille communale de densité à sept niveaux définie par l'Insee en 2022.
Elle est située hors unité urbaine. Par ailleurs la commune fait partie de l'aire d'attraction de Châteauroux, dont elle est une commune de la couronne,. Cette aire, qui regroupe 71 communes, est catégorisée dans les aires de 50 000 à moins de 200 000 habitants,.

### Occupation des sols
L'occupation des sols de la commune, telle qu'elle ressort de la base de données européenne d’occupation biophysique des sols Corine Land Cover (CLC), est marquée par l'importance des territoires agricoles (67,2 % en 2018), en diminution par rapport à 1990 (68,5 %). La répartition détaillée en 2018 est la suivante : 
terres arables (33 %), forêts (29,6 %), prairies (27,3 %), zones agricoles hétérogènes (6,9 %), eaux continentales (1,3 %), zones urbanisées (0,9 %), milieux à végétation arbustive et/ou herbacée (0,9 %). L'évolution de l’occupation des sols de la commune et de ses infrastructures peut être observée sur les différentes représentations cartographiques du territoire : la carte de Cassini (XVIIIe siècle), la carte d'état-major (1820-1866) et les cartes ou photos aériennes de l'IGN pour la période actuelle (1950 à aujourd'hui).

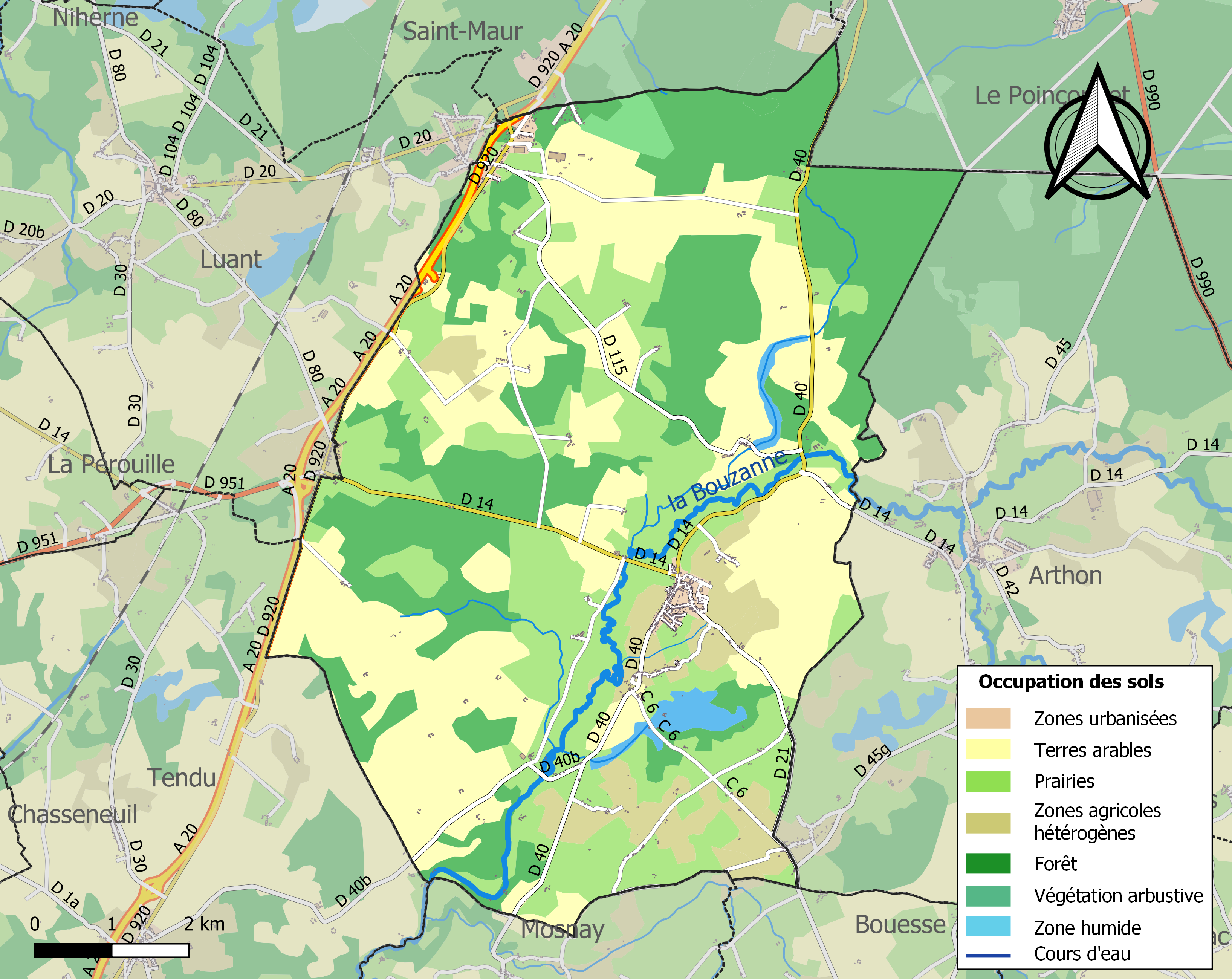
Carte des infrastructures et de l'occupation des sols de la commune en 2018 (CLC).

### Logement
Le tableau ci-dessous présente le détail du secteur des logements de la commune :
| Date du relevé                                              | 2013   |
| Nombre total de logements                                   | 475    |
| Résidences principales                                      | 82,6 % |
| Résidences secondaires                                      | 7,4 %  |
| Logements vacants                                           | 10 %   |
| Part des ménages propriétaires de leur résidence principale | 78,2 % |

### Risques majeurs
Le territoire de la commune de Velles est vulnérable à différents aléas naturels : météorologiques (tempête, orage, neige, grand froid, canicule ou sécheresse), feux de forêts, mouvements de terrains et séisme (sismicité faible). Il est également exposé à un risque technologique, le transport de matières dangereuses. Un site publié par le BRGM permet d'évaluer simplement et rapidement les risques d'un bien localisé soit par son adresse soit par le numéro de sa parcelle.

#### Risques naturels
Pour anticiper une remontée des risques de feux de forêt et de végétation vers le nord de la France en lien avec le dérèglement climatique, les services de l’État en région Centre-Val de Loire (DREAL, DRAAF, DDT) avec les SDIS ont réalisé en 2021 un atlas régional du risque de feux de forêt, permettant d’améliorer la connaissance sur les massifs les plus exposés. La commune, étant pour partie dans le massif de Châteauroux, est classée au niveau de risque 4, sur une échelle qui en comporte quatre (1 étant le niveau maximal).

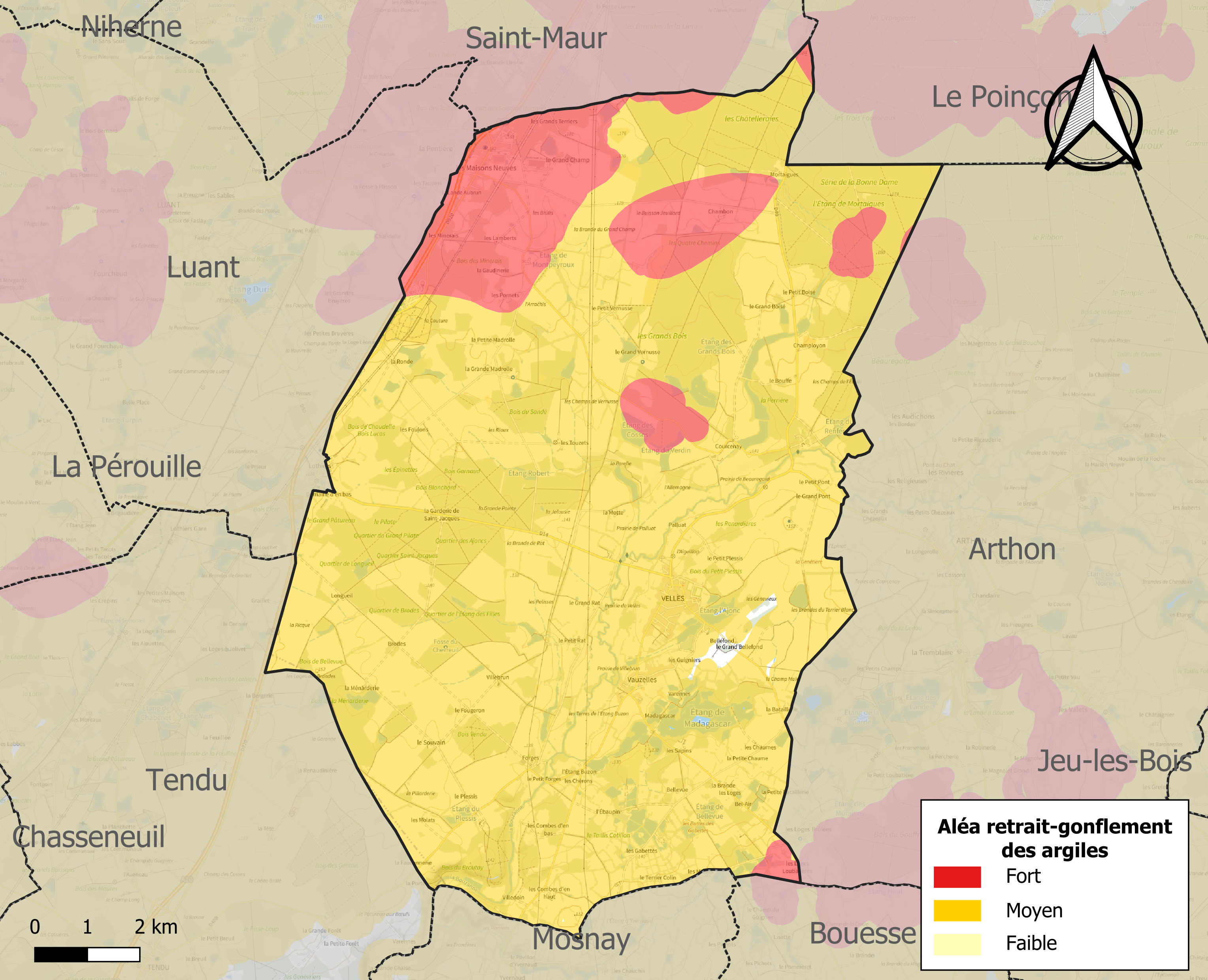
Carte des zones d'aléa retrait-gonflement des sols argileux de Velles.

Les mouvements de terrains susceptibles de se produire sur la commune sont des tassements différentiels.
Le retrait-gonflement des sols argileux est susceptible d'engendrer des dommages importants aux bâtiments en cas d’alternance de périodes de sécheresse et de pluie. 99,6 % de la superficie communale est en aléa moyen ou fort (84,7 % au niveau départemental et 48,5 % au niveau national). Sur les 527 bâtiments dénombrés sur la commune en 2019, 523 sont en aléa moyen ou fort, soit 99 %, à comparer aux 86 % au niveau départemental et 54 % au niveau national. Une cartographie de l'exposition du territoire national au retrait gonflement des sols argileux est disponible sur le site du BRGM,.
Concernant les mouvements de terrains, la commune a été reconnue en état de catastrophe naturelle au titre des dommages causés par la sécheresse en 1989, 2018 et 2019 et par des mouvements de terrain en 1999.

#### Risques technologiques
Le risque de transport de matières dangereuses sur la commune est lié à sa traversée par des infrastructures routières ou ferroviaires importantes ou la présence d'une canalisation de transport d'hydrocarbures. Un accident se produisant sur de telles infrastructures est en effet susceptible d’avoir des effets graves au bâti ou aux personnes jusqu’à 350 m, selon la nature du matériau transporté. Des dispositions d’urbanisme peuvent être préconisées en conséquence.

## Toponymie
Ses habitants sont appelés les Vellois.

## Histoire
Quarante-quatre habitants de Velles mobilisés meurent pendant la Première Guerre mondiale. La Seconde Guerre mondiale en tue sept.
Le maquis fait sauter trois ponts de la commune dans les nuits des 4 et 5 juillet 1944 : les ponts de Beauregard, Blézais et de Forges. Celui de Beauregard est reconstruit de 1949 à 1950.
En 1974, des fouilles sur le domaine du Plessis permettent de découvrir un petit cimetière de notables du IIe siècle.
En 1984, la commune a accueilli l’Eurojam, un grand rassemblement des scouts d'Europe avec environ 5 000 campeurs,.
Durant la saison 1997-1998, le club de football « FR Velles » atteint le 7e tour de la Coupe de France, mais ils perdent 9-0 contre les Chamois niortais.
La commune fut rattachée du 27 décembre 1993 au 31 décembre 2016 à la communauté de communes du pays d'Argenton-sur-Creuse. Elle appartient aujourd'hui à la  communauté de communes Éguzon - Argenton - Vallée de la Creuse.

## Politique et administration
La commune dépend de l'arrondissement de Châteauroux, du canton d'Argenton-sur-Creuse, de la deuxième circonscription de l'Indre et de la communauté de communes Éguzon - Argenton - Vallée de la Creuse.
Elle dispose d'un bureau de poste.

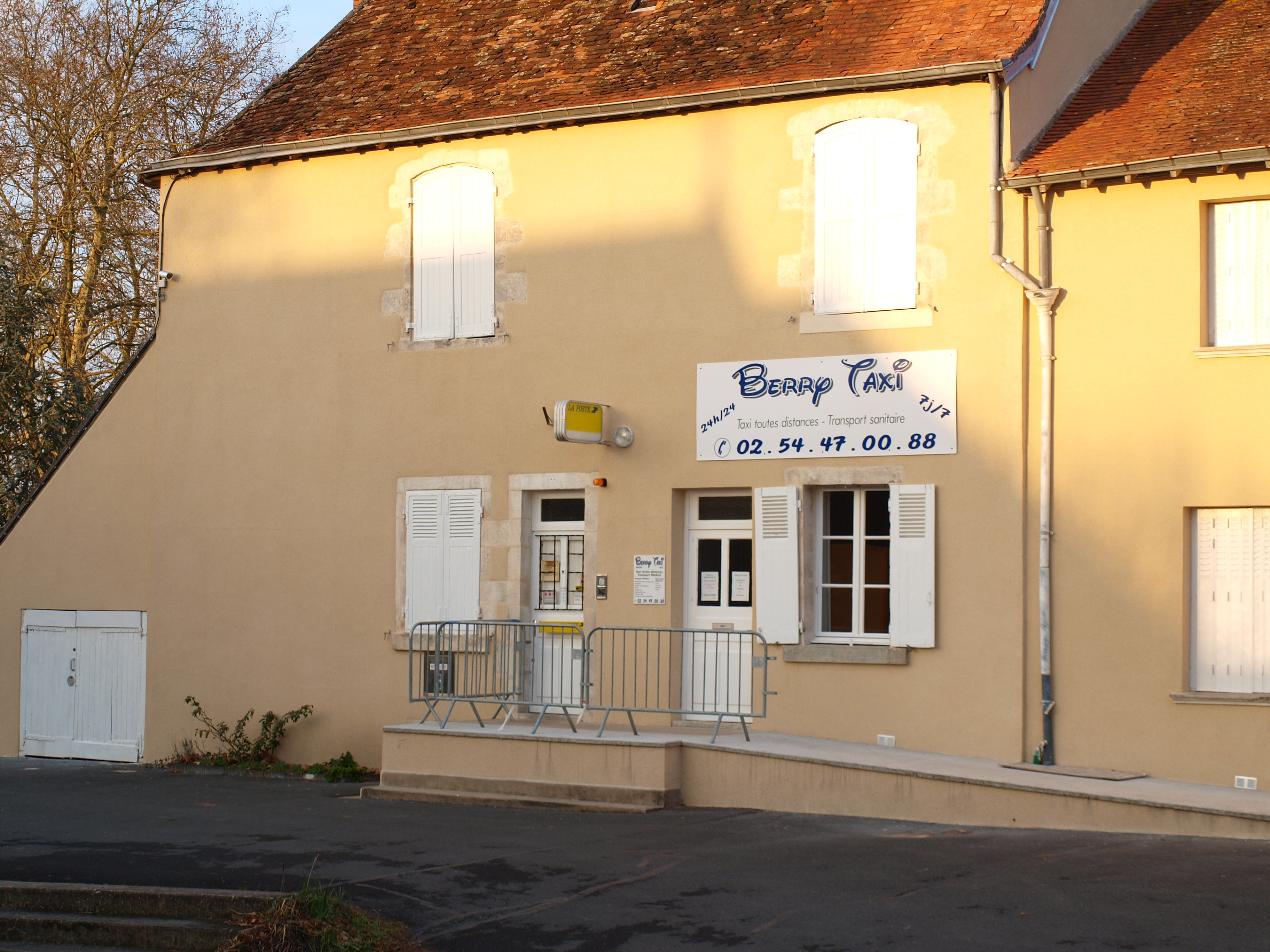
Le bureau de poste en 2013.

À l'issue des élections municipales de 2020, au second tour, les têtes de liste Hervé Lèvre (« Velles autrement ») et Paul Foulatier (« Continuons ensemble »), maire sortant, ne sont pas élues,,. En raison du scrutin plurinominal majoritaire avec panachage, applicable dans les communes de moins de 1 000 habitants depuis 1887, les électeurs peuvent modifier les listes de candidats. Cette particularité a eu pour conséquence que les deux têtes n'ont pas été élues, au profit d'autres membres de leurs listes respectives. Pascal Chambeau, de la liste « Continuons ensemble », est ainsi élu maire à partir de mai 2020.
| Période                                  | Période   | Identité               | Étiquette | Qualité                                                 |
| ---------------------------------------- | --------- | ---------------------- | --------- | ------------------------------------------------------- |
| mai 1945                                 | 1955      | Pierre Laval           | ?         | ?                                                       |
| 1955                                     | mars 1959 | Clément Mercier        | ?         | ?                                                       |
| mars 1959                                | 1972      | Charles-Henri Balsan   |           | Châtelain du Plessis Décédé en fonction                 |
| 1972                                     | 1993      | Michel de Montalembert |           | Résistant, Croix de guerre 1939-1945 Décédé en fonction |
| 1993                                     | mars 2001 | François Legrand       |           |                                                         |
| mars 2001,                               | 2020      | Paul Foulatier         | DVG       | Retraité                                                |
| 2020                                     | En cours  | Pascal Chambeau        |           |                                                         |
| Les données manquantes sont à compléter. |           |                        |           |                                                         |

## Population et société

### Démographie
L'évolution du nombre d'habitants est connue à travers les recensements de la population effectués dans la commune depuis 1793. Pour les communes de moins de 10 000 habitants, une enquête de recensement portant sur toute la population est réalisée tous les cinq ans, les populations de référence des années intermédiaires étant quant à elles estimées par interpolation ou extrapolation. Pour la commune, le premier recensement exhaustif entrant dans le cadre du nouveau dispositif a été réalisé en 2006.

En 2022, la commune comptait 979 habitants, en évolution de −1,71 % par rapport à 2016 (Indre : −3 %, France hors Mayotte : +2,11 %).
| 1793 | 1800 | 1806 | 1821 | 1831 | 1836 | 1841 | 1846 | 1851 |
| ---- | ---- | ---- | ---- | ---- | ---- | ---- | ---- | ---- |
| 584  | 466  | 581  | 656  | 705  | 745  | 712  | 761  | 761  |

| 1856 | 1861 | 1866 | 1872 | 1876 | 1881 | 1886  | 1891  | 1896  |
| ---- | ---- | ---- | ---- | ---- | ---- | ----- | ----- | ----- |
| 764  | 782  | 757  | 800  | 859  | 972  | 1 002 | 1 057 | 1 122 |

| 1901  | 1906  | 1911  | 1921 | 1926 | 1931 | 1936 | 1946 | 1954 |
| ----- | ----- | ----- | ---- | ---- | ---- | ---- | ---- | ---- |
| 1 150 | 1 153 | 1 114 | 999  | 995  | 931  | 900  | 893  | 900  |

| 1962 | 1968 | 1975 | 1982 | 1990 | 1999 | 2006 | 2011 | 2016 |
| ---- | ---- | ---- | ---- | ---- | ---- | ---- | ---- | ---- |
| 770  | 668  | 716  | 771  | 835  | 827  | 842  | 952  | 996  |

| 2021 | 2022 | - | - | - | - | - | - | - |
| ---- | ---- | - | - | - | - | - | - | - |
| 974  | 979  | - | - | - | - | - | - | - |

### Enseignement
La commune possède comme lieu d'enseignement l'école primaire publique Simone Veil.
Elle dépend de la circonscription académique de La Châtre.

### Manifestations culturelles et festivités
Durant l'année, plusieurs festivités ont lieu dans la commune comme en février où se déroule la marche union française des œuvres laïques d'éducation physique, qui rassemble chaque année plusieurs centaines de marcheurs (2e dimanche de février). Le 8 mai, se tient la brocante vide-grenier. Depuis 2005, un spectacle son et lumière se produit durant la 1re quinzaine du mois de juillet. En décembre, a lieu le marché de Noël.

### Santé
La maison de santé de Velles, située 2 rue des anciens combattants, regroupe plusieurs cabinets :  un médecin généraliste, un infirmier et une pédicure. D'autres permanences sont assurées ; la commune possède aussi une pharmacie.

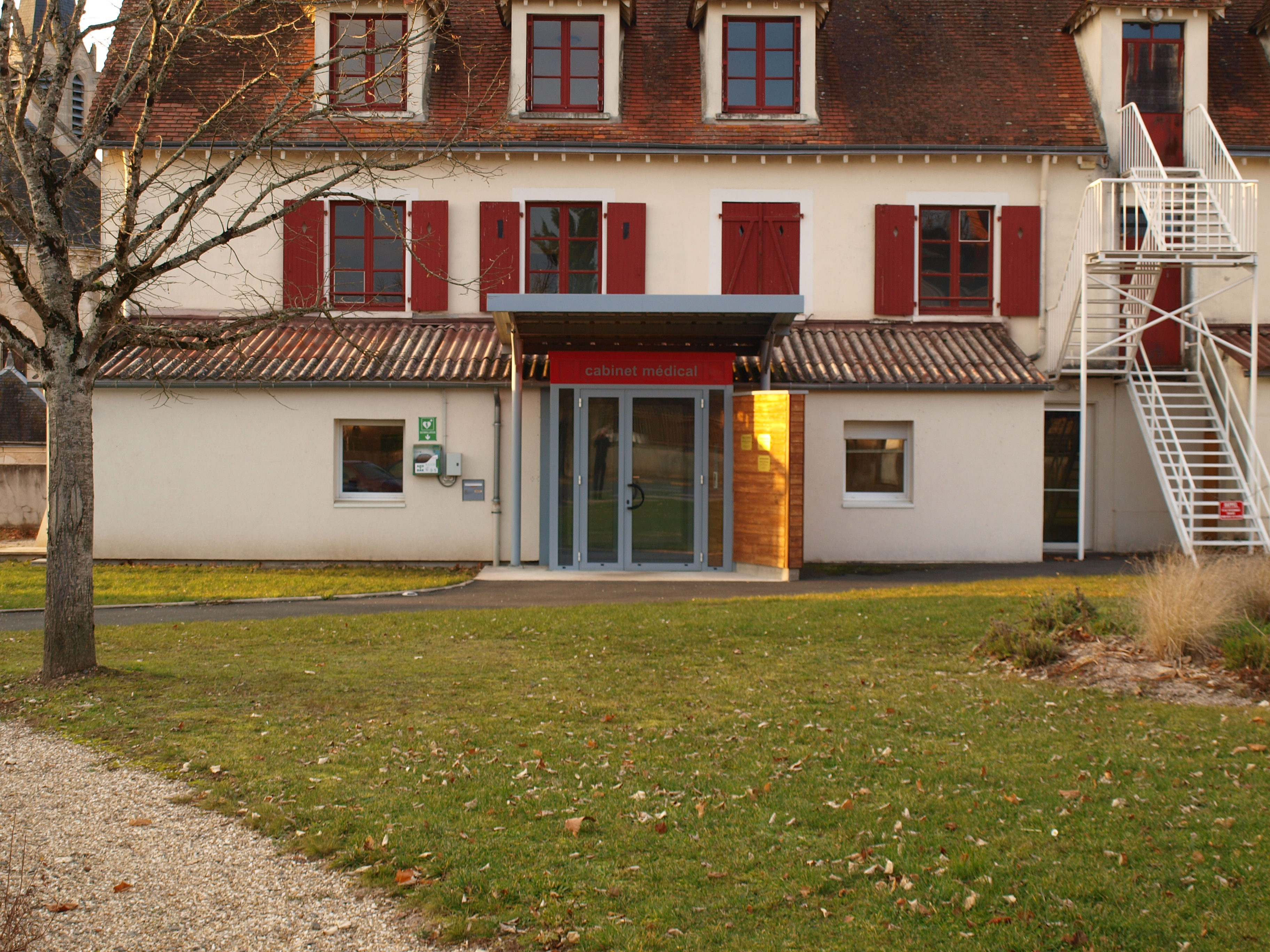
La maison de santé.

### Sports
Au niveau sportif, elle possède un stade de football (Maurice-Raes) et un court de tennis. Plusieurs associations et clubs sportif proposent des activités variées. Il y a un club de football, de pêche, de randonnées moto, de randonnées équestres et deux clubs de pétanque. Le foyer rural de Velles propose également diverses activités.
En 2019, le club de football « FR Velles » devient « FC Valp 36 » issu de la fusion du groupement « VAL 36 » et des clubs de Velles, d’Arthon et de La Pérouille.

### Médias
La commune est couverte par les médias suivants : La Nouvelle République du Centre-Ouest, Le Berry républicain, L'Écho - La Marseillaise, La Bouinotte, Le Petit Berrichon, France 3 Centre-Val de Loire, Berry Issoudun Première, Vibration, Forum, France Bleu Berry et RCF en Berry.

## Économie
La commune se situe dans l’aire urbaine de Châteauroux, dans la zone d’emploi de Châteauroux et dans le bassin de vie de Châteauroux.
La commune se trouve dans l'aire géographique et dans la zone de production du lait, de fabrication et d'affinage du fromage Valençay.
La plupart des commerces de proximité sont présents dans le bourg. Le territoire communal héberge également un camping et un centre équestre. Depuis avril 2006, un jardin de Cocagne est présent sur la commune.
Une zone artisanale située au lieu-dit des Maisons Neuves accueille plusieurs petites et moyennes entreprises.

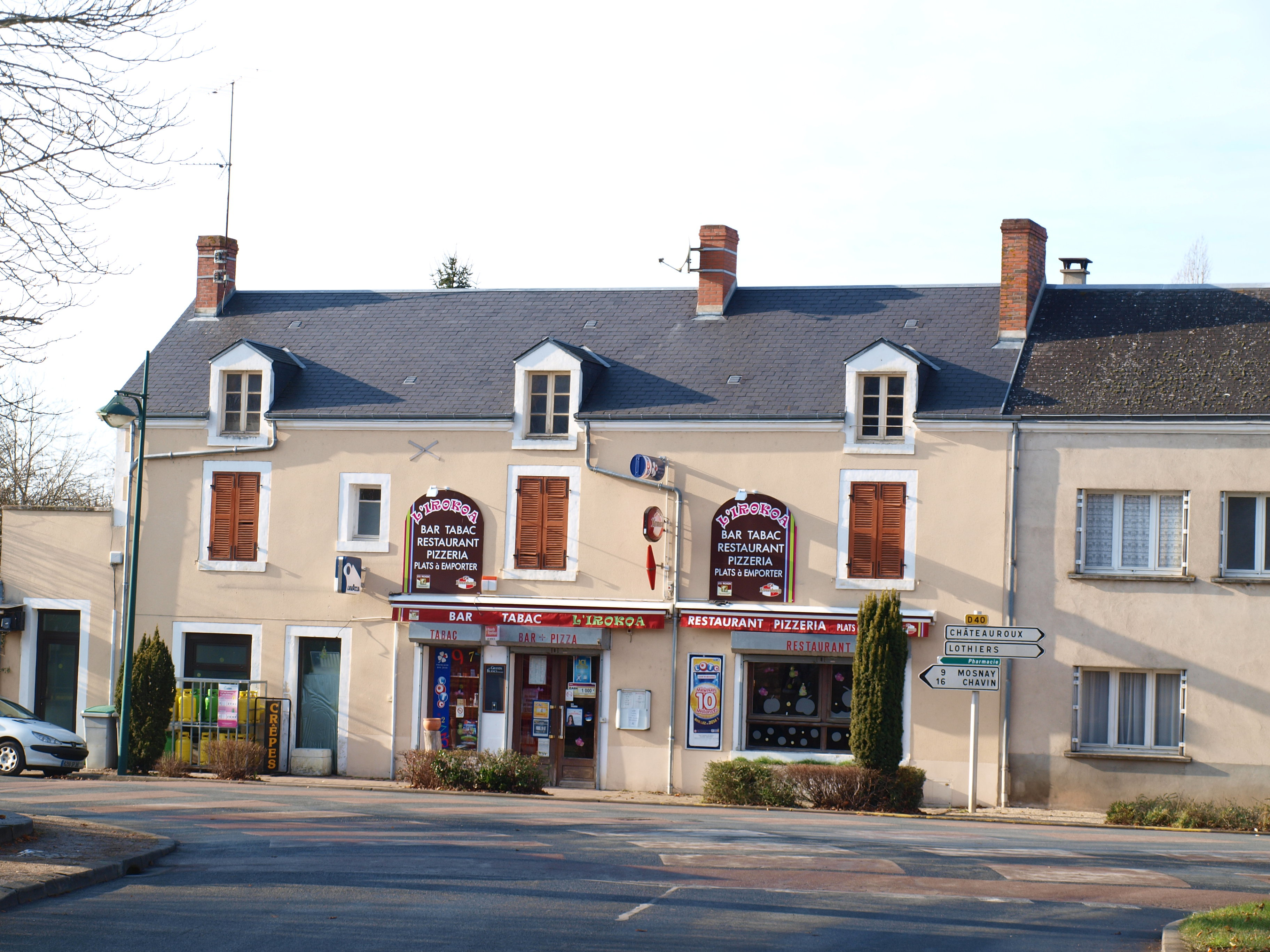
Le bar « L'Irokoa » en 2013 ; est devenu « Le Chavoche » avant 2022.
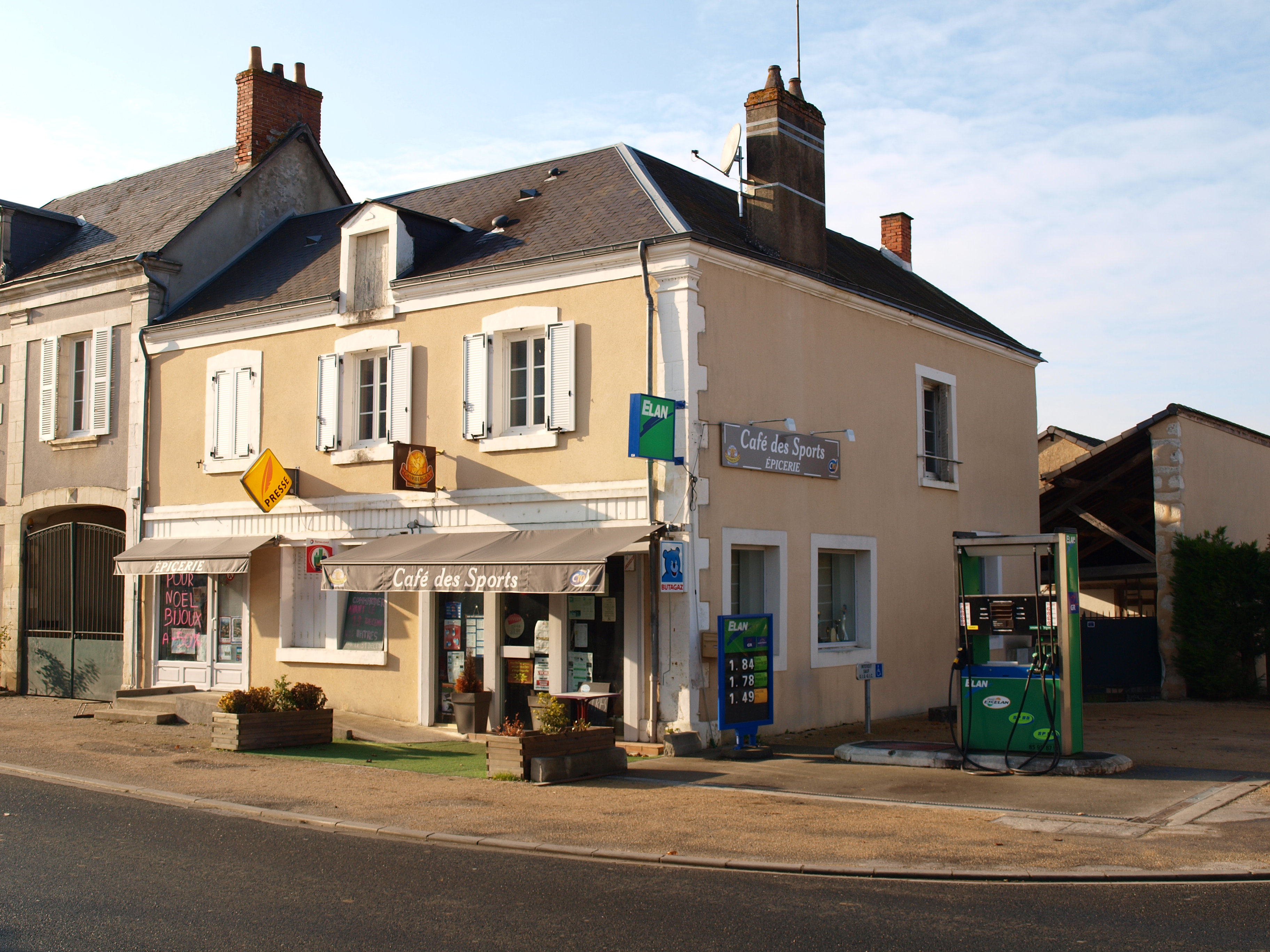
Le restaurant « Café des Sports » en 2013.

Un camping est présent dans la commune. Il s'agit du camping des Grands Pins qui dispose de 46 emplacements.

## Culture locale et patrimoine

### Lieux et monuments
- Château de Beauregard (XVe siècle) : il fait l’objet d’une inscription au titre des monuments historiques, depuis le 6 octobre 1933[58].
- Château de Courcenay (XVe siècle)
- Château du Plessis (XVIIIe siècle)
- Château de Vauzelles (XVIIIe siècle)
- Église Saint-Étienne : l'église possède deux vitraux qui contiennent chacun trois petits vitraux du XIIIe siècle insérés dans un cadre moderne, et des vitraux du XIXe siècle et du XXe siècle.
- Monument aux morts
- Mémorial du Souvenir français
- Manoir de Boisé (XVIe siècle)[59]
- Combes d'en Bas (XVIe siècle)[60]
- Calvaire
- Plaque artistique du sculpteur Ernest Nivet : au lieu-dit Forges est inaugurée le 31 mai 1901, lors de la fête du centenaire de la Société d'agriculture de l'Indre[61].

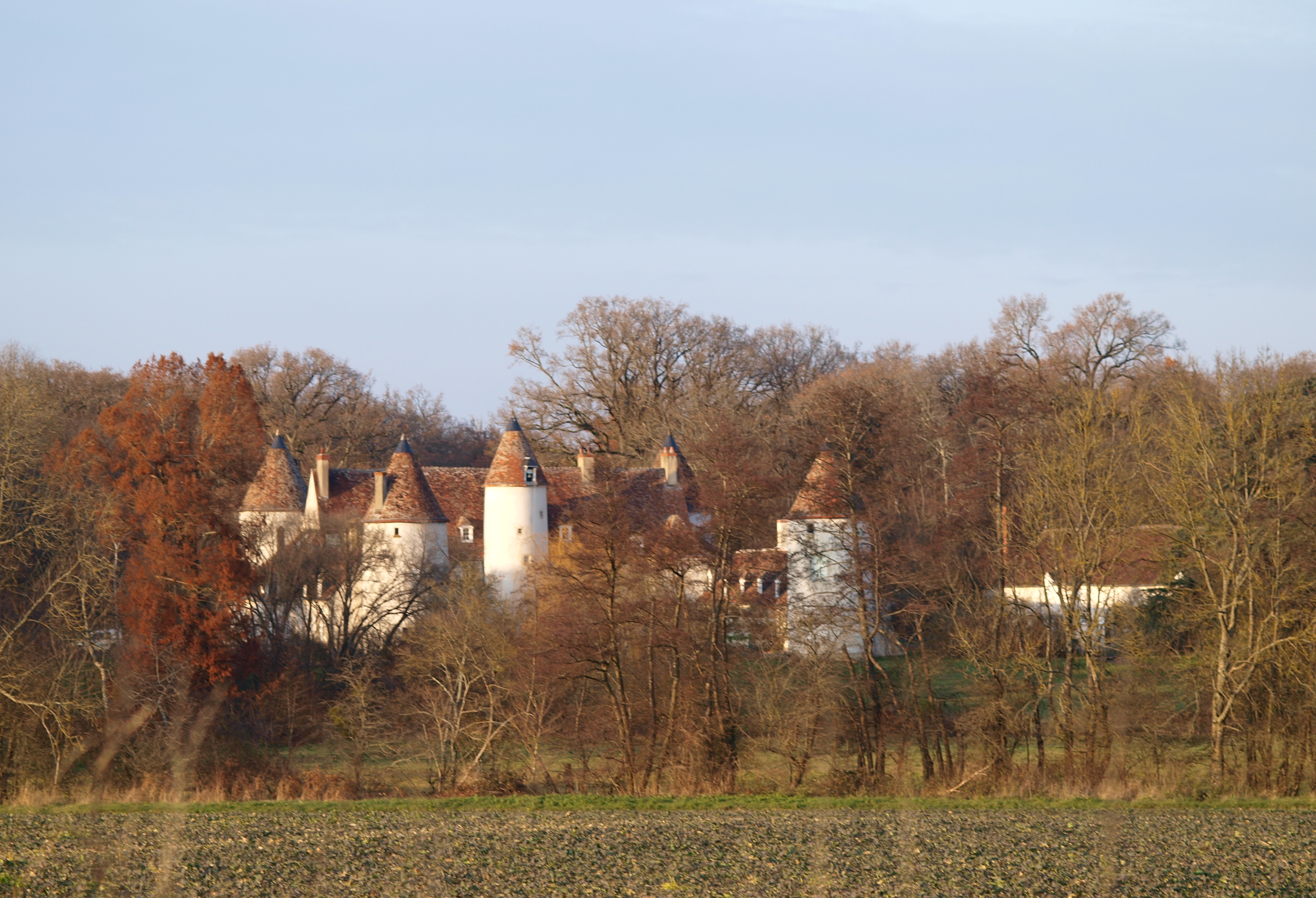
Château de Beauregard.
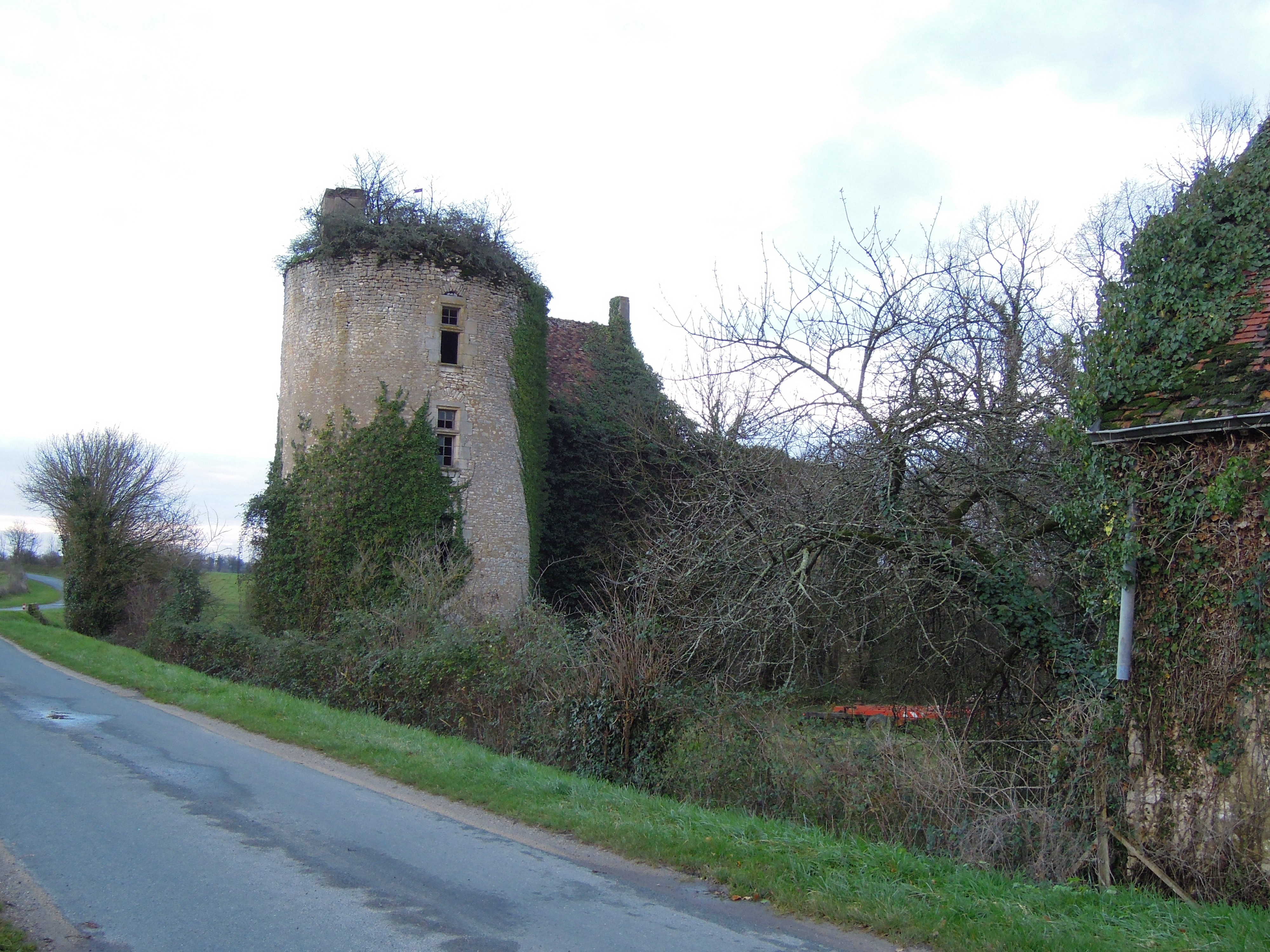
Château de Courcenay.
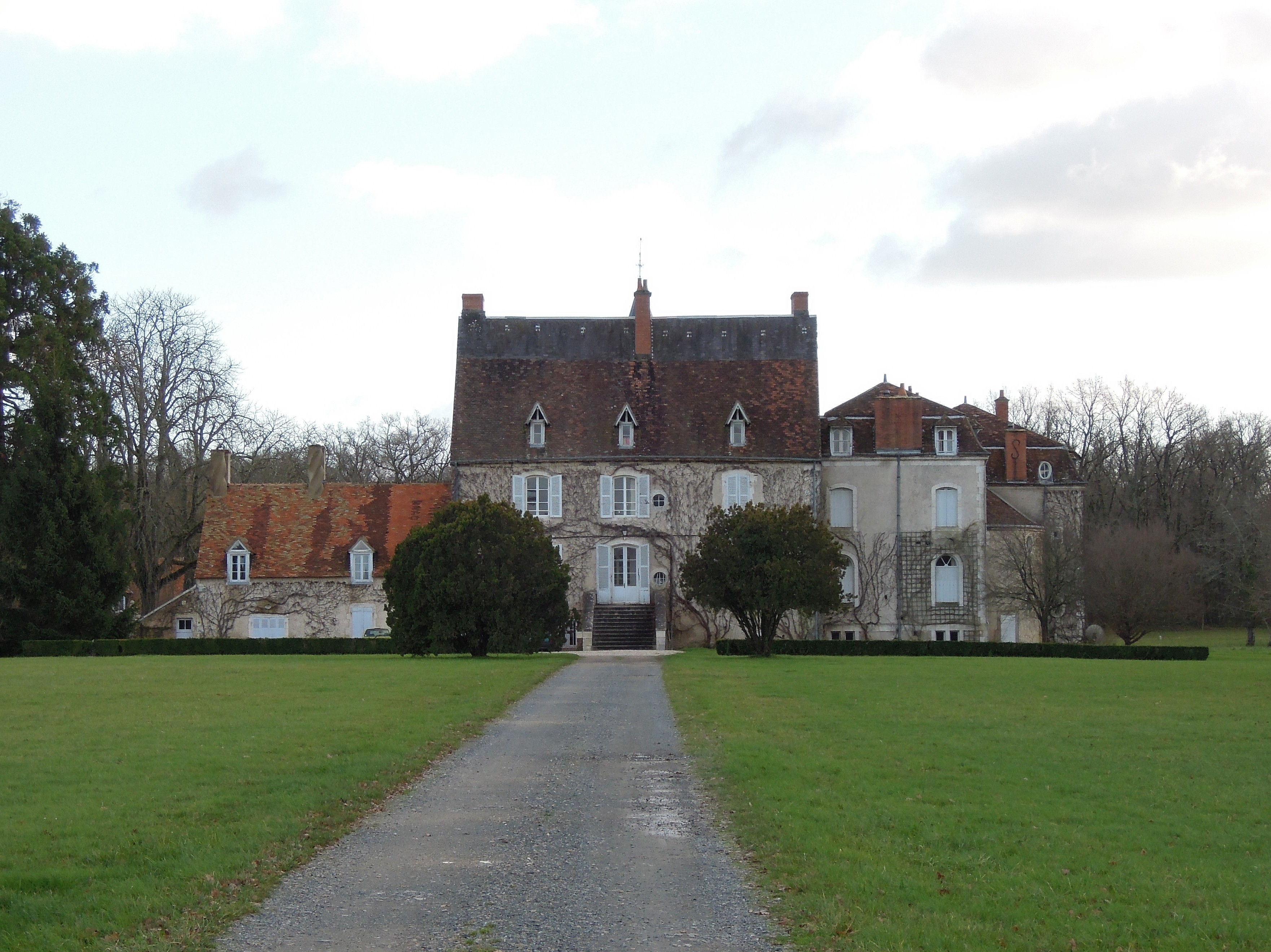
Château du Plessis.
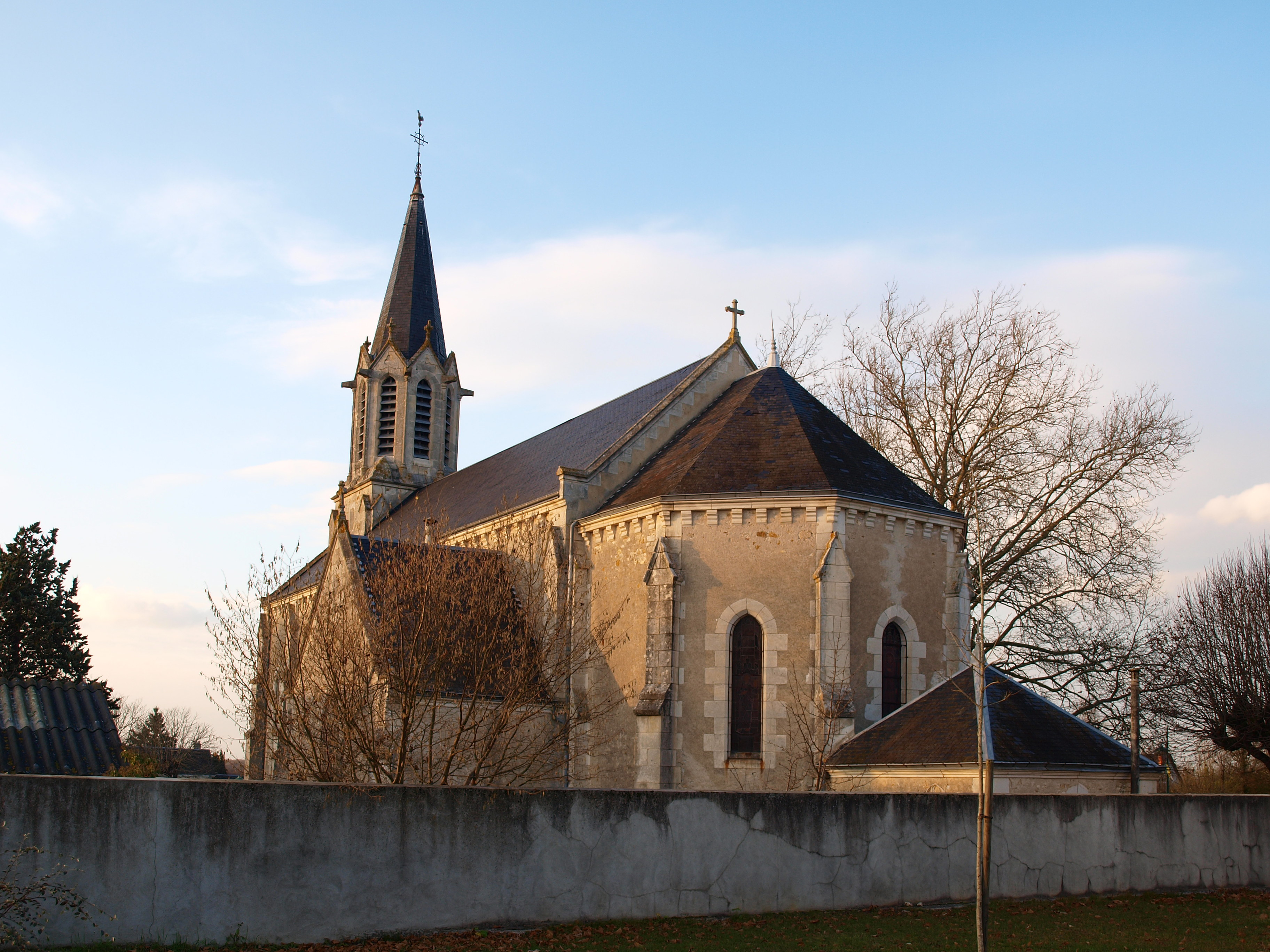
Église Saint-Étienne.

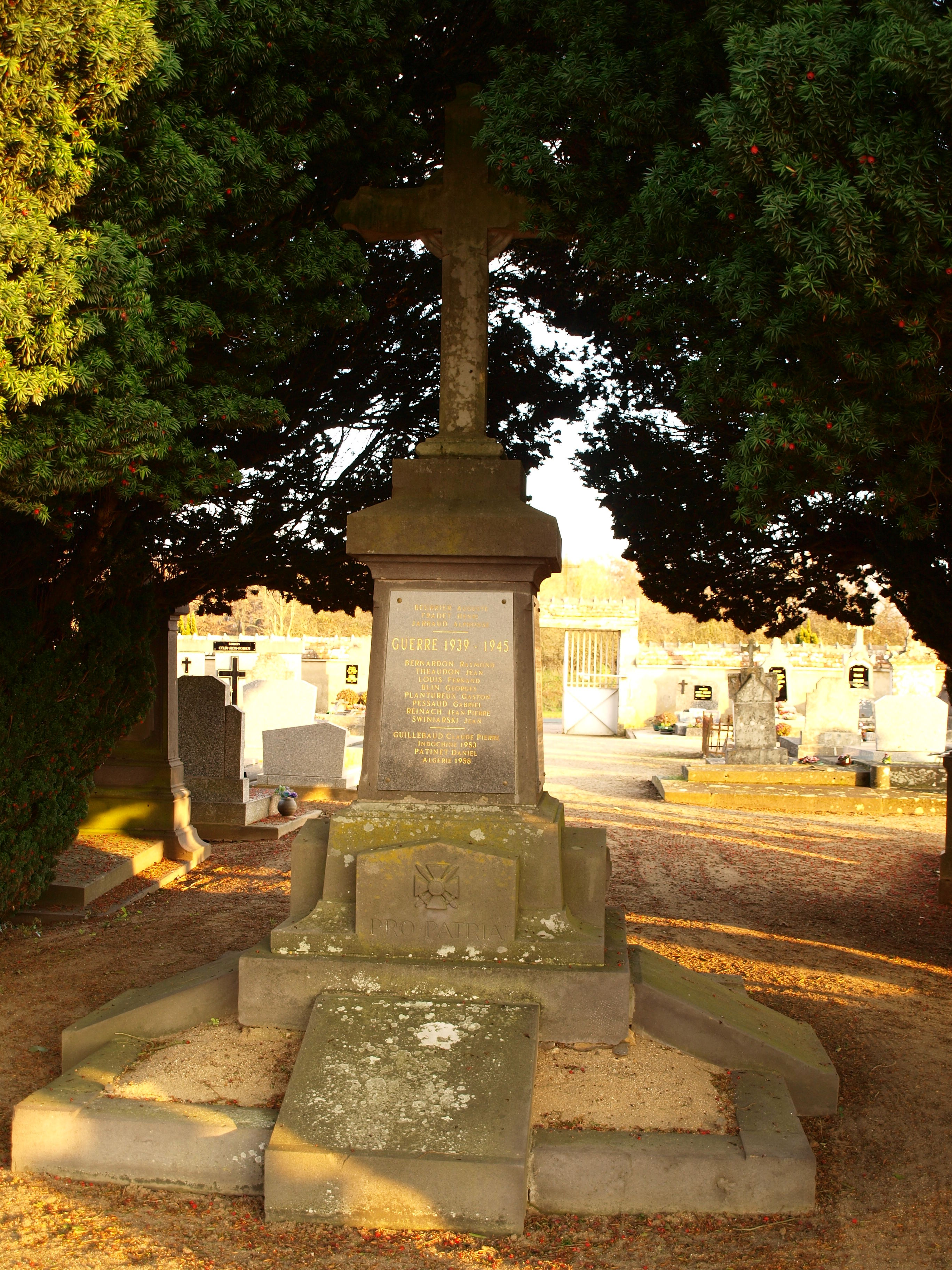
Monument aux morts.
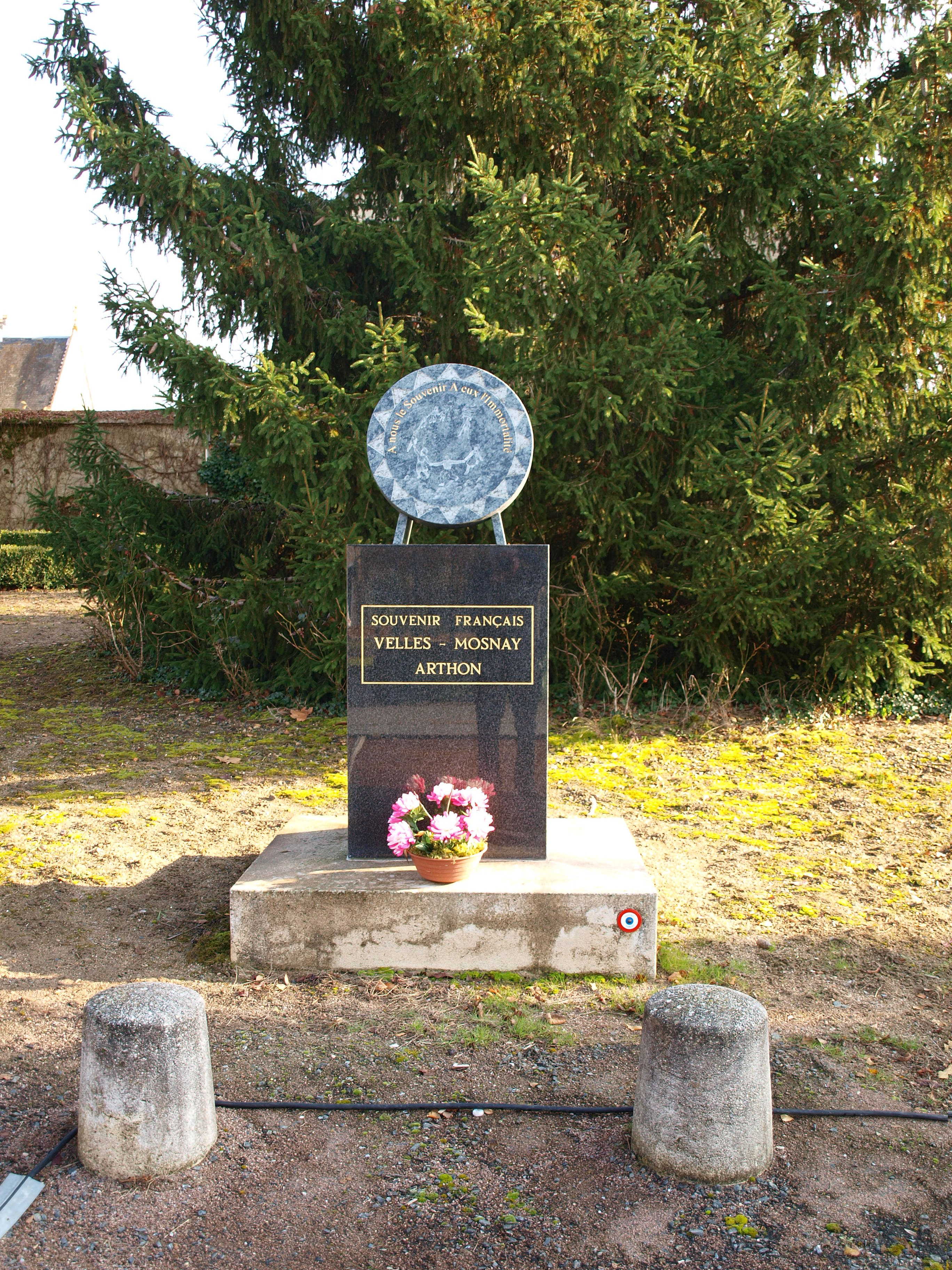
Mémorial du Souvenir français.
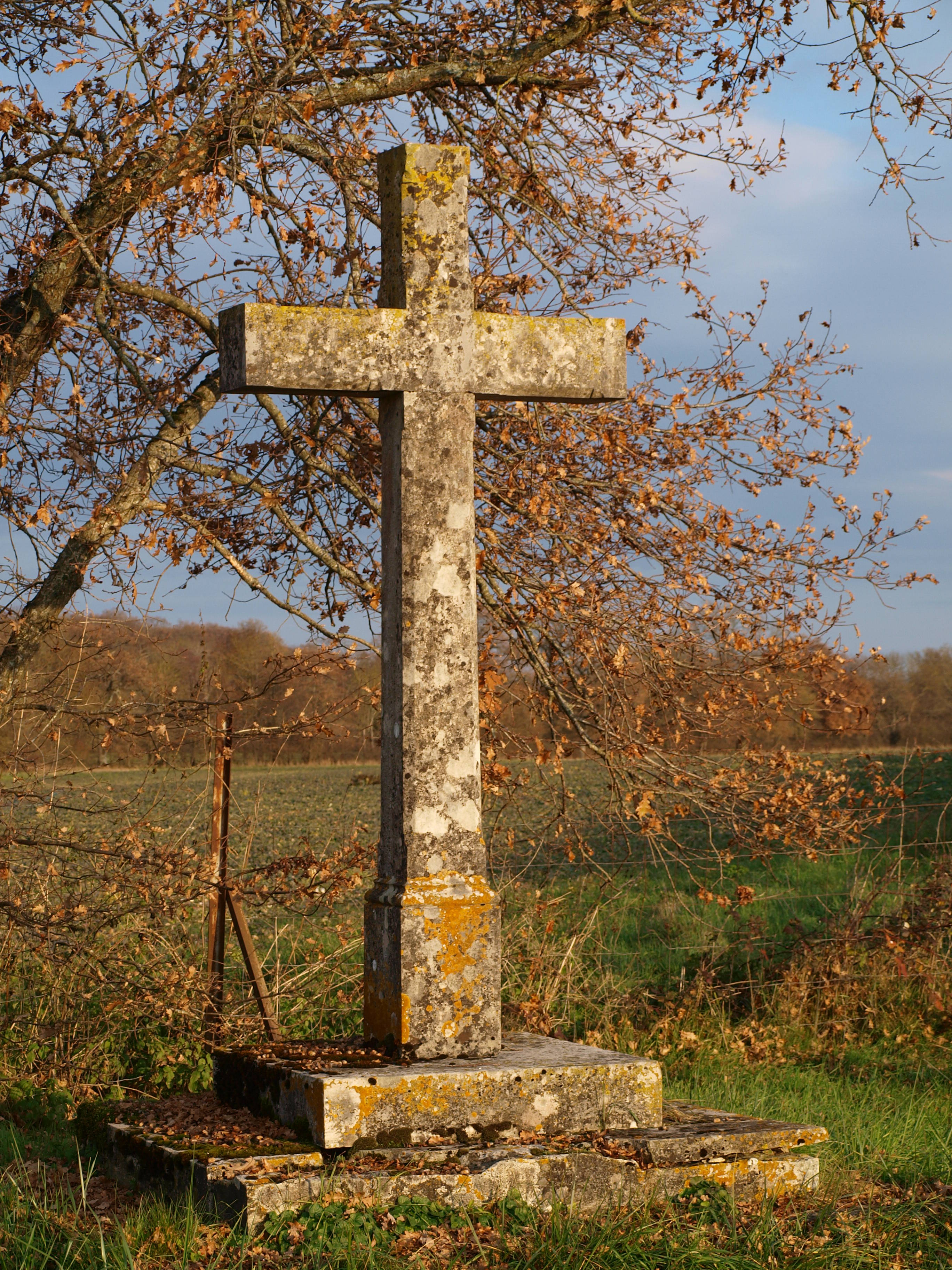
Calvaire.

### Personnalités liées à la commune
- Jacques Balsan[62] (1868-1956), aviateur français, pionnier de l’aéronautique, maire de Vellles (1896-1904)[63]. Il y est précédé d'Auguste Balsan et suivi de Robert Balsan, maire de 1904 à 1944[63].
- Dominique de La Motte (1925-2018), général de corps d'armée, né à Velles.